# Затов (Німеччина)
Затов (нім. Satow) — громада в Німеччині, розташована в землі Мекленбург-Передня Померанія. Входить до складу району Росток.
Площа — 119,51 км2. Населення становить 6018 ос. (станом на 31 грудня 2020).